# Johan Kjølstad
Johan Kjølstad, född 9 mars 1983 i Ekne, Levanger i Norge, är en norsk längdskidåkare.
Kjølstad deltog i de olympiska vinterspelen 2006 och 2010, han har även vunnit fem världscuptävlingar i sprint. Vid VM 2009 vann han silver på sprint. Han kom tvåa i Vasaloppet 2014.